# جودي سيمبسون
جودي سيمبسون (بالإنجليزية: Judy Simpson) هي منافسة ألعاب القوى بريطانية، ولدت في 14 نوفمبر 1960 في كينغستون في جامايكا.

## وصلات خارجية
- جودي سيمبسون على موقع الاتحاد الدولي لألعاب القوى (الإنجليزية)
- جودي سيمبسون على موقع أوليمبيديا (الإنجليزية)